# 長崎県立松浦東高等学校
長崎県立松浦東高等学校（ながさきけんりつまつうらひがしこうとうがっこう, Nagasaki Prefectural Matsuura Higashi High School）は、かつて長崎県松浦市今福町にあった県立高等学校。通称は「松浦東」。2011年（平成23年）3月31日に閉校した。

## 概要
設置学科
全日制課程 商業科・食品科学科の2学科（閉校時点）
校訓
「誠実・創造・自律」
校章
梶の葉を背景に「高」の文字（俗字体のはしご高）を置いている。
校歌
作詞は吉原英俊、作曲は市川良治による。歌詞は3番まであり、校名は登場しない。校章にも使用されている「梶」が各番で登場する。

## 沿革
- 1949年（昭和24年）
  - 6月30日 - 「長崎県立北松高等学校今福分校」として設立認可される。
  - 7月24日 - 開校式および第1回入学式を今福町立今福中学校にて挙行。
  - 7月27日 - 今福町江迎免公民館にて授業を開始。
  - 11月11日 - 今福公民館に移転。
- 1951年（昭和26年）4月10日 - 今福町立今福中学校に移転。
- 1952年（昭和27年）4月1日 - 定時制2年課程となる。
- 1954年（昭和29年）- 今福小学校旧校舎を改築し、移転。
- 1955年（昭和30年）4月1日 - 本校の改称に伴い、「長崎県立北松農業高等学校今福分校」に改称。
- 1956年（昭和31年）
  - 4月1日 - 定時制4年課程となる。
  - 12月20日 - 松浦市役所今福支所へ移転。
- 1957年（昭和32年）4月30日 - 新校舎が完成し、移転。
- 1963年（昭和38年）4月1日 - 全日制課程へ切り替え。農業科1学級と生活科1学級を設置。
- 1964年（昭和39年）
  - 4月1日 - 農業科を園芸科とする。
  - 6月5日 - 特別教室等が完成。
  - 7月27日 - 果樹園を造成。
- 1965年（昭和40年）4月1日 - 園芸科2学級、生活科1学級とする。
- 1966年（昭和41年）
  - 3月31日 - 今福分校を廃止。
  - 4月1日 - 長崎県立北松農業高等学校より分離独立し、「長崎県立松浦園芸高等学校」となる。
  - 6月13日 - 長崎県立松浦園芸高等学校としての開校式を挙行。
- 1969年（昭和44年）7月19日 - 体育館が完成。
- 1973年（昭和48年）4月 - この年度の入学生から、園芸科1学級、生活科2学級とする。
- 1974年（昭和49年）2月15日 - 図書館が完成。
- 1975年（昭和50年）7月31日 - 格技場が完成。
- 1986年（昭和61年）
  - 3月22日 - 旧校舎を解体。
  - 4月1日 - 食品製造科を設置。

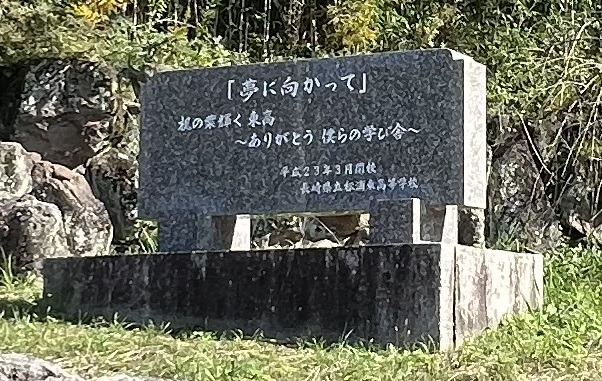
閉校記念碑

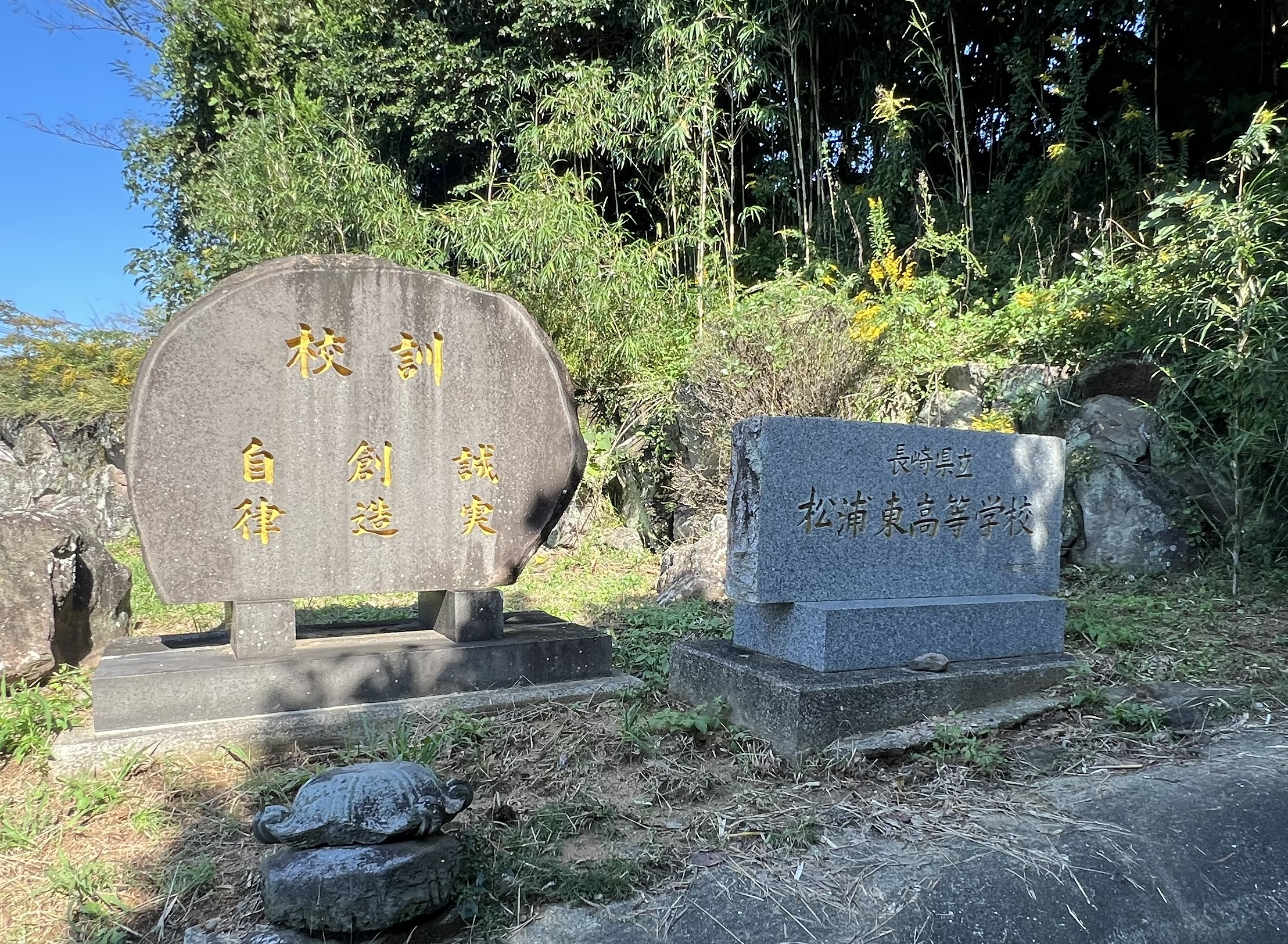
校名碑・校訓碑

- 1987年（昭和62年）2月27日 - 食品製造実習棟が完成。
- 1988年（昭和63年）
  - 3月28日 - 運動場・テニスコートが完成。
  - 11月19日 - 同窓会より記念庭園が寄贈。
- 1992年（平成4年）4月1日 - 「長崎県立松浦東高等学校」に改称し、生産流通科・食品科学科・商業科を置く。
- 1996年（平成8年）12月10日 - 商業科棟が完成。
- 2002年（平成14年）4月1日 - 制服を改定。
- 2006年（平成18年） - 生産流通科の募集を停止。
- 2009年（平成21年） - 全科で生徒募集を停止。
- 2011年（平成23年）3月31日 - 閉校。
- 2013年（平成25年）3月時点 - 跡地では工業団地の造成が行われている。

## 参考資料
- 閉校記念誌「梶の木」（2011年（平成23年）2月20日,長崎県立松浦東高等学校）